# 埃里克·丹尼尔斯
埃里克·克里斯托弗·丹尼尔斯（英語：Erik Christopher Daniels，1982年4月1日—），美国NBA联盟职业篮球运动员。